# 53 v.Chr.
Het jaar 53 v.Chr. is een jaartal volgens de christelijke jaartelling. 

## Gebeurtenissen

### Italië
- Marcus Valerius Messalla Rufus en Gnaeus Domitius Calvinus worden na een verkiezingsschandaal (omkoping) benoemd tot consul van het Imperium Romanum.
- Eerste Triumviraat: Na de dood van Marcus Crassus, valt de politieke coalitie uiteen. Gnaeus Pompeius Magnus heerst in Rome en wordt een rivaal van Caesar.

### Gallië
- Julius Caesar voert een strafexpeditie oostelijk van de Rijn tegen de Eburonen, de Menapiërs en de Morinen onder leiding van Ambiorix. Het Romeinse leger (10 legioenen) onderwerpt de Germaanse stammen in het Rijnland. Ambiorix weet opnieuw te ontsnappen.
- Vercingetorix, koning van de Arverni, verenigt de Gallische stammen de Parisii, Pictones en de Senones. Hij ontketent in Midden-Gallië een opstand; de Galliërs passen de tactiek van de verschroeide aarde toe en bedreigen de Romeinse bevoorradingsroutes.

### Parthië
- Slag bij Carrhae: Het Romeinse leger (7 legioenen) onder bevel van Crassus steekt de Eufraat over. Generaal Surenas lokt de Romeinen in een woestijnvlakte bij Carrhae in een hinderlaag. De Parthische lichte ruiterij en katafrakten (10.000 ruiters) omsingelen de legionairs die opgesteld staan in een testudo, een schildpadformatie, om zich te beschermen tegen de Parthische ruiterboogschutters. Crassus wordt door de Parthen gevangengenomen en in het openbaar geëxecuteerd. Surenas laat een wreed doodvonnis voltrekken door gesmolten goud in zijn mond te gieten. De Parthische generaal zegt naar verluidt: "Hij is dol op goud? Ik zal hem tegemoetkomen: nu kan hij zoveel ervan drinken als hij kan!"

## Geboren
- Aristobulus III (~53 v.Chr. - ~35 v.Chr.), kroonprins en Hogepriester van de Joodse Hasmonese staat (Israël)

## Overleden
- Marcus Licinius Crassus (~115 v.Chr. - ~53 v.Chr.), Romeins veldheer en staatsman (62)